# Rembang (Sananwetan)
Rembang is een bestuurslaag in het regentschap Blitar van de provincie Oost-Java, Indonesië. Rembang telt 2616 inwoners (volkstelling 2010).